# Socorro, quinto año
Socorro, quinto año es una serie de televisión emitida durante 1990 por Canal 9 que intentaba mostrar a los adolescentes de fines de los ochenta, con sus problemas y la rebeldía de esos días.

## Elenco
Fue protagonizado por:
- Fabián Vena
- Laura Novoa
- Adriana Salonia
- Walter Quiroz
- Virginia Innocenti
- Martín Gianola
- Lucrecia Capello
- Veronica Wallfish
- Márgara Alonso
- Mariana Torres
- Darian Leik
- Gustavo Ferrari
- Claudia Flores
- Roberto Ibáñez
- Pablo Iemma
- Adolfo Yanelli
- Pepe Novoa

## Actuaciones especiales
- Raul Taibo
- Gerardo Romano
- Arturo Maly
- Norman Briski
- Alicia Aller
- Ivo Cutzarida
- Susana Ortiz
- Humberto Serrano
- Noemí Morelli
- Adrián Suar
- Gaston Pozzo

- Datos: Q6131139